# 폴란드의 역사
폴란드의 역사에 대해 설명한다.

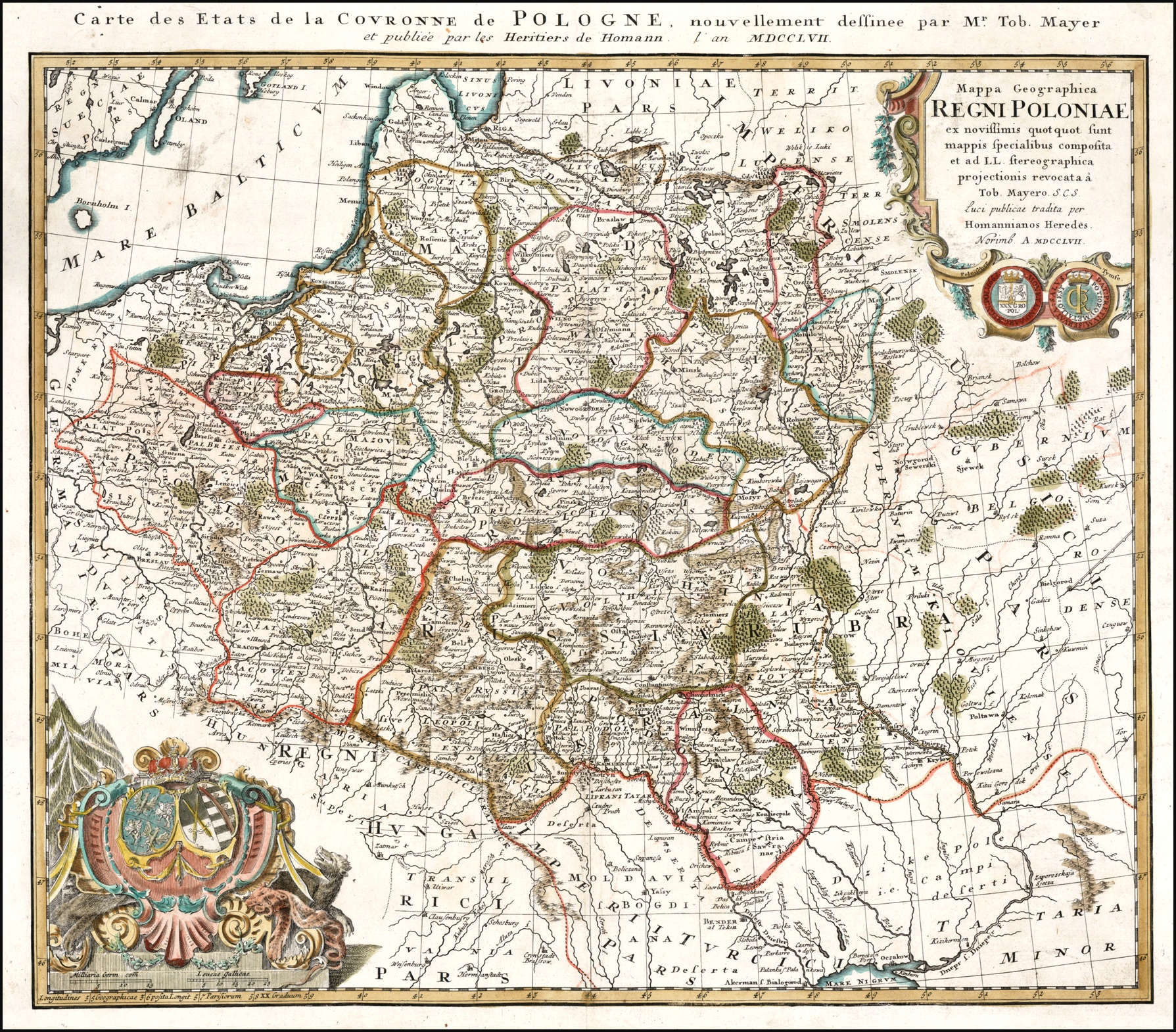

원래 지금의 폴란드 땅에는 게르만족들이 살고 있었다. 10세기 경, 폴라니에족을 중심으로 폴란드 왕국이 형성되어 민족과 국토의 명칭이 생겨났다. 966년 가톨릭을 받아들이며 피아스트 왕조가 성립되었고 그니에즈노와 크라쿠프가 정치적 중심지로 발전했다. 200여년의 공국 분할 시대를 거쳐 중앙 집권 국가를 이루었다.
1385년, 피아스트 왕조에 이어 폴란드-리투아니아의 연합 왕조인 야기에오 왕조(14∼16세기, 수도 크라쿠프)가 탄생하였다. 1410년 그룬발트 전투에서 독일군을 격파, 발트해로 통하는 길이 열렸다.
16세기에는 유럽의 곡창 지대로 최대 전성기를 맞았다. 1573년 야기에오 왕조가 끝나고, 귀족들이 국왕을 선출하는 일종의 귀족 공화정이 등장하였고 1596년에 수도를 크라쿠프에서 바르샤바로 이전했다. 그러나 자유 선거 채용과 바르샤바로 천도한 후, 귀족계급의 강대화와 투르크, 스웨덴과 전쟁 등으로 국력이 쇠퇴하여 국운이 기울어졌다.
18세기 후반에 왕권의 강화와 국가 개혁이 시도되었으나 프로이센, 러시아, 오스트리아 3국이 점진적으로 폴란드를 침입해 1795년 폴란드를 분할하여, 나폴레옹에 의한 바르샤바 공국 시대(1807~1815) 외에는 1795년부터 1918년까지 3국의 지배를 받게 되었다. 그의 맞서 1830년 독립을 위한 혁명 정부를 조직, 봉기로 이어졌으나 독립투쟁은 실패했다.
이후 1차 세계 대전 중 월슨 대통령이 제창한 민족자결주의 원칙에 따라 1918년 독립하였다. 19세기의 독립운동의 전통과 제1차 세계 대전을 기회로 국가 재건을 수행한 것이다. 그 뒤 바르바니파르토 소장이 지휘하는 군인이 쿠데타를 일으킨다. 1939년 나치 독일과 소련의 침략을 받고 서부지역은 나치 독일에, 동부는 소련에 분할 점령되었다가 1945년 해방되었다.
해방 후 1947년 총선 결과 노동자당의 압승으로 공산당 정부가 수립되었고, 냉전을 거치며 소련의 강한 영향력 하에 있었다. 그러나 경제 실정과 지도층의 부패로 노동자 파업이 일어났고, 1981년 바웬사가 이끄는 자유 노조는 전국적으로 확산되었다. 이후 민주화를 이루며 1990년 바웬사가 첫 민선 대통령이 되었다. 1999년에 NATO, 2004년에 EU에 각각 가입하였다.

## 폴란드 왕국(966~1572)

### 초기 피아스트 왕조(966~1138)
폴란드의 역사는 10세기부터 시작되었다. 폴란드 국가 형성의 특징은 부분이 모여서 전체를 이루는 것이 아니라 전체가 먼저 형성되고 나중에 부분으로 나뉘는 발전 형태를 이루고 있는데 이것은 그 후에 있었던 국가의 분열과 분할을 극복하고 다시 하나로 통일되는 과정에서 긍정적으로 작용하는 등 국가의 성격과 역사발전에 중요한 의미를 부여하고 있다.
9세기부터 10세기를 넘어오는 시기에 크라쿠프와 그니에즈노 지방이 국가성립의 기틀을 확립하는 데 중심적 역할을 했으며, 963년에 폴란드 최초의 왕으로 인정되는 미에슈코 1세(재위: 960?~992년)가 왕의 위치에 있을 때는 바르타강(Warta)과 비스와강 중류지역, 이른바 대폴란드(Wielkopolska) 지방과 쿠야비(Kujawy) 지방이 중심적 역할을 했다.
미에슈코 1세는 국가 행정조직의 확대와 효과적인 운영을 통해서 국가 권력 기반을 공고히 한 다음 영토를 확장하기 시작했으며 대외 정책에서는 폴란드의 국익을 최대한 도모하기 위해서 독일과의 관계를 신축성 있게 유지했다. 당시 신성로마제국의 영향권 안에 있었지만 대내외 정책을 추진하는 데에는 광범위한 자유를 누리고 있었으며, 이미 중앙유럽의 강력한 국가로 성장해 있었다. 또한, 그의 업적 중 중요한 것은 로마 가톨릭교를 국교로 받아들임으로써 폴란드를 라틴 문화권에 포함시킨 것이다. 그리고 967년에는 발트해 연안까지 영토를 확장했으며 972년에는 그와 경쟁 관계에 있던 로마 제국의 변경백(Markgraf) 호도(Hodo)의 침략을 격퇴하였다고 한다.
미에슈코 1세가 사망한 후, 권력 투쟁에서 장자인 볼레스와프 1세 흐로브리(Bolesław I, Chroby, 992~1025)가 권력을 장악했다. 그는 폴란드 영토를 비에프시강(Wieprz) 상류와 부크강(Bug) 유역과 산강(San) 상류의 프셰미실(Przemysl)지역까지 확장 시켰다.
보헤미아의 공작인 아달베르트 폰 프라크(Adalbert, 폴란드명 Wojciech)의 순교가 계기가 되어 독일 마그데부르크 대주교의 거센 반발에도 불구하고 그니에즈노에 대주교구가 설치되었고 그 밑에는 새로이 크라쿠프, 브로츠와프(Wrocław), 코워브제크(Kołobrzeg)에 3개의 주교구가 설치되었다. 오토 3세의 사망 이후 독일과의 관계는 극도로 악화되었고, 1004년부터 시작된 독일과의 전쟁은 몇 년 동안을 제외하고는 1018년까지 계속되었다.
그 후 베스프림(Bezprym)이 왕권을 포기하자 독일에 조공을 바치는 공국으로 전락했고 국가권력의 약화로 폴란드는 극도의 혼란상태에 빠지게 되었고 모라비아는 체코에, 슬로바키아는 헝가리에 병합되었다. 이로써 볼레스와프 1세(Bolesław)가 이루어 놓았던 수많은 업적들은 그의 사후 6년 만에 무너지고 말았다. 당시 폴란드 국내가 온통 혼란에 휩싸여 있을 때 체코의 브셰티스와프(Brzetysław)가 폴란드를 공격하여 남부, 중서부 지역을 유린하였고 국가와 교회 조직이 붕괴하기에 이르렀다. 이를 우려한 독일과 키예프 루스는 결국 폴란드를 지원하기로 결정했다. 그 과정에서 추방되었던 카지미에시 1세 오드노비치엘(Kazimiesz)은 독일의 도움으로 남부의 소폴란드와 중서부의 대폴란드 지방을 탈환하였다.
카지미에시 1세 때부터 크라쿠프가 점차 정치적 중심지 역할을 하기 시작했고, 그니에즈노나 체코의 침입으로 황폐화된 대폴란드 지방과는 격차를 보이면서 발전하였다. 흔히 그를 중흥왕 카지미에시라고도 한다. 그 후 볼레스와프 2세가 권력을 이어 받으면서 대외적으로 적극적으로 활동한 결과 체코에 바치던 조공을 중단하고 헝가리와 키예프 루스의 후계자 문제에 개입하여 자기가 지지하는 인물들을 왕좌에 올려놓는 데 성공하였다.
11세기 후반은 교황과 로마황제 사이의 갈등이 심화되던 시기였다. 이때 볼레스와프 2세는 교황을 지지하면서 정치적 물질적으로 독립을 내용으로 하는 교회의 개혁을 환영했다. 1076년 그니에즈노 대주교가 관장한 대관식에서 폴란드 왕으로 즉위하면서 다시 폴란드 왕국의 건설이 실현되었다. 그가 왕이되자 귀족들과 교회의 고위 성직자들을 중심으로 반왕세력이 형성되었다. 이러한 갈등은 1079년 왕과 크라쿠프 주교 스타니스와프(Stanisław) 사이에서 극적으로 표출되었다.
볼레스와프 2세 사후 실권은 총독(Wojewoda) 시에치에흐(Sieciech, P.)의 손에 있었는데 그는 전 폴란드에 토지를 가지고 있는 대토지 귀족으로서 권력의 중앙집권화 정책을 강력하게 추진하면서 반대파들을 가혹하게 탄압했다. 외교분야에서는 공동의 적인 체코를 겨냥하여 헝가리와의 우호관계를 강화했다. 독일의 왕이며 로마 황제인 하인리히 5세는 즈비그니에프(Zbigniew) 문제를 구실로 폴란드 내정에 개입했다.
그는 로마 제국에 반대해서 형성된 폴란드-헝가리의 결속을 파괴하는 데 주력하면서 반독일적인 볼레스와프 2세를 제거하고 즈비그니에프를 왕좌에 앉힌다는 명분을 내걸고 폴란드를 공격했다. 독일이 서쪽에서 폴란드로 침입했을 때 남쪽으로부터는 체코 군대가 밀고 들어왔다. 그러나 전투 준비가 잘 되어 있었던 볼레스와프 2세의 군대는 수적으로 우세한 적군을 성공적으로 방어했다. 그 결과 폴란드의 국제적 위상은 높아지게 되었고 체코는 실롱스크에 대한 요구를 포기함으로써 대외관계에서 자율권을 행사할 수 있었다.
볼레스와프 3세의 일인 통치 시대가 확립되면서부터 영토 확장에 주력하기 시작했다. 그는 미에슈코 1세, 볼레스와프 1세 흐로브리 이후 폴란드 초기 역사에서 중요한 역할을 한 군주임에 틀림이 없다. 하지만 그의 에너지는 형과의 권력투쟁과 이웃나라와의 전쟁으로 약화되었다. 그는 거의 200년 동안 폴란드를 끊임없는 내전에 휩싸이게 했던 분할 공국시대의 문을 열게 한 계기가 되는 등 폴란드 역사에서 지울 수 없는 커다란 흔적을 남겼다.

### 분할 공국시대(1138~1320)
볼레스와프 3세가 사망한 후로부터 미에슈코 3세가 죽을 때(1202)까지 60여 년 동안은 그의 다섯 아들들 간의 피비린내나는 싸움으로 얼룩져 있었다. 거기서 연장자로서 고공의 지위를 물려받은 브와디스와프 2세는 자기의 처남뻘이 되는 독일 황제 콘라트 3세가 자기를 지원할 것을 믿고 폴란드 통일을 시도했으나 권력의 봉권적 지방분권화는 당시 중앙유럽과 동부유럽에서 하나의 역사적 추세였기 때문에 반발에 부딪히고 말았다.
1146년 포즈난 전투에서 패한 브와디스와프 2세 비그나니에츠는 독일로 망명하였고 그의 동생 볼레스와프 4세가 권력을 장악하고 고공의 지위를 누리게 되었다. 1152년 독일 황제가 된 프리드리히 1세는 브와디스와프 2세의 요청에 따라 1157년 폴란드 원정에 나섰다. 볼레스와프 4세가 사망한 후 미에슈코 3세는 행정가로서 능력을 발휘하여 권력을 자기에게로 집중시키려고 노력했지만 그의 중앙집권화 정책은 대귀족들의 저항에 부딪히고 말았다. 1180년 웽치차 회의에서 카지미에시 2세는 자신의 권력 정통성을 확인받을 수 있었다. 그는 가톨릭교회가 사실상 국가행정에 영향을 미칠 수 있는 길을 터놓았으며 연장자 우선제도를 폐지했다. 그결과 폴란드가 분할 공국으로 더욱 세분화되는 것을 방지할 수 있었고 국내의 정책을 수행하는 데에 대공의 행동 반경이 그만큼 확대되었다.
그의 아들 레셰크 1세는 연장자 우선 원칙을 무시하고 크라쿠프 주교들의 지지를 받아서 권좌에 올랐다. 미에슈코 3세의 군대는 그 과정에서 대폴란드로 밀려났다. 미에슈코 3세의 사망으로 인해 폴란드는 독자적인 3개의 공국으로 나뉘게 되었으나 공국의 수는 시간의 흐름에 따라 점점 늘어났고 그 크기는 그만큼 줄어들었다. 국가가 소 공국으로 분열되어 국가의 통일성은 사실상 사라지게 되었지만 가톨릭 교회의 교구만은 정치적 핵분열 과정에도 영향을 받지 않고 그대로 유지되었기 때문에 폴란드 영토의 결속과 정신적 통일을 유지하는 데 대단히 중요한 역할을 떠맡게 되었다.
소국분열 현상이 가장 두드러지게 나타났던 13세기는 폴란드 역사에서 흔히 몰락과 암흑의 세기로 간주되고 있다. 폴란드 가톨릭 교회 수장인 대주교와 대폴란드의 브와디스와프 공 사이의 성직임명권을 둘러싼 싸움은 폴란드 사회의 통일성을 저해하고 있었다. 카지미에시 2세는 부크(Bug)강 유역의 브셰지치를 점령하고 소폴란드와 국경을 나누고 있는 할리츠국의 지배자 야로스와프 와모미슬(Jarosław Oamomysl, 1153~1187)이 사망한 후에는 이 나라를 로만므스티슬라비츠가 차지하도록 도왔다. 폴란드가 동남쪽 방향으로 진출함에 따라 필연적으로 헝가리 왕국과 충돌하게 되었는데 이때 헝가리의 국왕 언드라시 2세는 폴란드의 팽창에 위협을 느끼고 있었다.
마조프셰 공국은 할리치-블라디미르 공국과 우호적인 관계를 가졌지만 발트해 연안의 프루스 족과 리투아니아족들로부터 자주 공격을 받았다.
13세기 전반에 몽골 군대의 침입과 독일 기사단의 폴란드 진주는 폴란드를 비롯하여 중앙유럽의 역사에 결정적인 영향을 미쳤다. 몽골 군대의 1차 침입으로 인한 폴란드 국토의 유린은 키예프 루스 지역만큼 심하지는 않았으나 1259년과 1287년에 몽골군이 다시 쳐들어왔을 때 피해 상황은 심각하였다. 그 후로 400년 동안 몽골인들의 빈번한 침범에 폴란드 농촌은 공동화되었고 토지소유 형태도 변화하여 대농장의 출현이 촉진되었다.
독일 기사단은 폴란드 북부와 북동지방에서 12세기 후반과 13세기 초에 약탈을 위한 공격을 일삼고 있었다. 그들의 공격은 푸오츠크, 웽치차, 야즈두프 등에까지 이르렀으며, 심지어는 대폴란드의 일부 지역까지도 점령되었다. 폴란드는 기사단이 프루스 족의 위협을 제거하고 비기독교 지역을 기독교로 개종시키고 있다고 보고 있었기 때문에 기사단에 의한 자체적인 기독교 국가의 관세를 폴란드에 대한 위협으로 간주하지는 않았다.
13세기 중엽 폴란드의 정치혼란이 극에 달했을 무렵 통일의 기운이 싹트기 시작했다. 계속된 지역 분할로 폴란드 각 지역의 재산소유가 사실상 불가능해진 귀족들은 차츰 국내정치 안정에 관심을 가지게 되었다.

### 피아스트 왕조 회복 (1320~1386)
워키에텍의 왕권 회복이 폴란드의 완전한 통일 국가 건설을 의미하지는 않았다. 진정한 통일 국가 건설은 카지미에시 대왕의 통치 시대에 이루어졌다. 1333년 왕위에 오른 카지미에시는 무엇보다도 체코의 룩셈부르칙과 독일 기사단 등 주변국과들과의 외교 관계를 중요시했으며 카지미에시는 또한 법과 행정체제의 재정비에 착수하기도 했다. 그리고 국방 분야에서도 큰 변화를 일으켜 군사력의 증강을 위해서 국민 개병제가 도입되었다. 카지미에시 재임기간 동안에는 경제도 크게 발전했는데, 그 결과 국가 재정이 그만큼 튼튼해졌다.
무역이 국가 경제에서 차지하는 비중도 증가되어 카지미에시의 보호관세 정책으로 폴란드 도시는 무역업을 통해 부를 축적할 수 있었다.이 결과 무역으로 부를 축적하게 된 시민계층도 형성되었다.카지미에시 대왕의 위대한 업적 중 하나는 1364년에 크라쿠프 대학을 설립한 일이다. 이 대학은 우수한 공무원 양성을 목적으로 법학에 많은 비중을 두었으며, 폴란드 학문의 중심지가 되었다. 카지미에시 대왕 집권기에 폴란드는 폴란드의 독립성과 피아스트 왕조의 정통성을 모든 유럽국가들로부터 인정받았으나 1370년 카지미에시 대왕이 아들을 두지 못한 채 사망함으로써 피아스트 왕조의 폴란드 통치는 막을 내리게 되었다.

### 야기에우워 왕조(1386~1572)
카지미에시 대왕에게는 아들이 없었기 때문에 이전에 체결한 조약에 따라 폴란드 왕위는 헝가리 왕 루드비크(Ludwik, 러요시 1세)에게로 넘어갔다. 또한 루드비크에게도 아들이 없었는데, 그의 유일한 정치적 관심은 자기 딸에게 폴란드 왕위를 물려주는 일이었다. 그래서 그는 폴란드 귀족들의 지지를 얻기 위해 귀족들의 특권을 대폭 확대시켰으나 국고 수입의 감소와 왕권의 약화를 초래했다. 1382년 루드비크가 사망한 후 2년 동안 후계문제를 둘러싸고 권력 투쟁과 내전이 있은 다음 1384년 루드비크의 둘째 딸인 10세인 야드비가가 폴란드 왕으로 즉위했다. 한편 리투아니아는 발트해 연안의 부족들중에서 독일 기사단의 위세에 굴복하지 않고 완강히 저항했던 유일한 공국이었다.
리투아니아 대공에 대한 로마 교황청의 회유책에도 불구하고 여전히 리투아니아는 비기독교 국으로 남아있었다. 1384년에 폴란드 귀족들과 야기에오 사이에 양국을 결합시키는 합의가 이루어졌다. 그 주요내용은 야기에우워가 로마 가톨릭교를 받아들이고 폴란드의 여왕 야드비가와 결혼하고 폴란드의 지배자가 되는 것이었다. 그 대가로 야기에오는 자기가 지배하고 있는 리투아니아 영토를 폴란드에 통합시키기로 되어 있었다. 1386년 야기에오는 가톨릭교 세례를 받은 후 곧이어서 야드비가와 결혼하고 폴란드 왕으로 즉위했다. 이 야기에오 브와디스와프 2세는 폴란드-리투아니아 제국을 건설한 위대한 군주로 평가되고 있으며, 왕비 야드비가도 경건하고 헌신적이며 제국의 이익을 위해 자신을 행복을 기꺼이 희생했던 여왕으로 존경의 대상이 되고 있다.
200년 동안 폴란드-리투아니아 양국은 야기에우워 왕조에 의해서 결합되었다. 폴란드 왕은 동시에 리투아니아의 대공이었다. 그러나 리투아니아와 폴란드가 하나의 국가로 통합되지는 않았다. 폴란드-리투아니아간에 협정이 체결됨으로써 독일 기사단과의 전쟁이 불가피하게 되었다. 전쟁 중 그룬발트(Grunwald)에서 폴란드-리투아니아의 승리는 대단히 큰 의미를 가지는 역사적인 대사건이다. 독일 기사단은 폴란드 땅에서 처음으로 이와 같은 패배를 겪게 되었던 것이다. 이 패배를 기점으로 독일 기사단은 서서히 멸망하기 시작했다. 그러다가 1411년 토룬에서 폴란드와 독일 기사단 사이에 평화 협정이 체결되었다. 이 협정에 따라서 즈무치는 리투아니아에 양도되었다. 그러나 그것도 야기에오가 살아 있는 동안에만 리투아니아에 속하고 야기에오가 사망한 후에는 다시 독일 기사단에게 넘겨 주기로 합의되었다. 비록 폴란드는 전쟁에서는 크게 승리했지만 정치적으로 그것을 제대로 이용하지 못했다.
브와디스와프 야기에오 왕이 사망한 후 그의 장남인 브와디스와프 3세가 왕위에 올랐다. 그는 그 당시 겨우 10살이었기 때문에 대귀족들에 의해서 섭정이 이루어졌다. 그가 16세가 되었을 때에는 헝가리도 선거를 통해서 그를 헝가리 왕으로 맞이했다. 헝가리인들은 오로지 대 투르크 전투에 폴란드의 도움을 필요로했기 때문에 폴란드-헝가리 연합관계는 처음부터 한계를 내재하고 있었다.
15세기 말 야기에우워 왕조는 네 나라의 왕위를 차지하고 있었다. 브와디스와프는 체코와 헝가리의 왕이었고, 올브라흐트(Olbracht, Jan)는 1492년에 폴란드의 지배자였으며, 알렉산데르는 리투아니아의 군주이기도 했다. 그 결과 당시 유럽의 왕조 중 야기에우워 왕조가 유럽에서 가장 넓은 영토를 지배하고 있었다. 그러나 야기에우워 왕조가 지배하고 있는 국가들간의 유대 관계는 밀접하지 못했다. 그래서 투르크가 헝가리를 공격할 때 폴란드 군대는 물론 리투아니아 군대도 군사적으로 헝가리를 지원하지 않았다. 따라서 한 군주가 두 나라를 지배한다고 해서 두 나라 사이의 관계가 군사 동맹 등 밀접한 관계로 발전한다고는 볼 수 없는 것이다.

## 근대 폴란드: 1573~1945
1573년 바르샤바에서 열린 의회가 국왕 선거를 준비하고 있을 때 국왕의 비서 얀 자모이스키(J. Zamoyski)는 모든 귀족들에게 동등한 투표권을 부여하는 안을 관철시켰다. 국왕 선거에서는 프랑스의 샤를 9세의 동생인 헨리크 발레지(Henryk Walezy)가 합스부르크 막시밀리안 2세의 아들 에른스트(Ernst, Erzherzog)대공을 누르고 폴란드 국왕으로 선출되었다.
1578년 스테판 바토리(Stefan Batory)는 리블란트 문제를 평화적으로 해결하려고 시도했지만 실패하자 러시아 차르국을 상대로 대대적인 전쟁을 시작했다. 그는 1579년에 폴라츠크(Polock)를 점령하고, 1580년에는 벨리키에 루키(Velikie Luki)요새를 함락시켰다. 스테판 바토리는 이에 만족하지 않고 1583년 제3차 원정을 계획하고 있었다. 이에 위협을 느낀 이반 4세는 평화회담을 제안했다.
1587년 폴란드왕으로 선출된 지그문트 3세 바사(Zygmunt Ⅲ, Waza)는 교황청과 함스부르크왕과의 지원을 바탕으로 강력한 왕권 체제의 확립을 시도했다. 지그문트 3세 바사는 스웨덴과 싸우는 한편, 이반 4세의 사망후 러시아의 내정이 후계문제로 혼란에 빠져있을 때 러시아를 영향권으로 끌어들이기 위해서 이반 4세의 아들임을 자처하는 가짜 드미트리를 지원하였다. 1605년 가짜 드미트리는 러시아 대토지 귀족들인 보야르(boyar)의 지원을 받아서 차르가 되었지만, 1606년 바실리 수이스키(Vassilij Szujskij)가 주동이 된 모반에 의해서 살해되었다. 그 후에 수이스키가 차르가 되었다.
1609년 폴란드군은 스몰렌스크를 점령하고 대항하는 러시아 군대를 패배시키고 모스크바에 입성하였다. 지그문트 3세 바사는 스스로 러시아의 차르가 되기를 희망했지만 러시아의 보야르들은 그를 원하지 않았다. 지그문트 3세 바사는 1596년 수도를 크라쿠프에서 바르샤바로 옮겼다. 그가 지배하는 동안에 폴란드는 음악과 미술 등 예술의 일대 중흥기를 맞이하게 되었다.
한편 우크라이나는 폴란드 귀족들이 지배하고 있었다. 피지배계층인 우크라이나 농민들은 폴란드인들과는 달리 대부분이 동방 정교회신자였기 때문에 폴란드인들과는 종교적으로 대립적인 관계에 있었다. 또한 우크라이나인들에 대한 폴란드 귀족들의 지배는 탄압과 착취의 성격을 띠고 있었기 때문에 폴란드인들에 대해서 우크라이나인들은 적대적인 태도를 보이고 있었다.
1648년 귀족 출신인 보흐단 흐멜니츠키(B. Chmielnicki)가 코사크 지도자 헤트만으로 선출된 후 급속도로 세력을 확장하게 되었고 1648년 그는 그때까지 숙적관계였던 크림 타타르와 동맹하고 반폴란드 봉기를 일으켰다. 그 후 코사크-타타르 연합군과 폴란드군이 충돌하였지만, 1649년 즈보루프 평화 협정으로 전투가 종결되어 더 이상 확대되지는 않았다. 1655년 4만 명 규모의 스웨덴 군대는 두 개의 군단으로 나뉘어서 리투아니아와 대폴란드 지방을 공격하기 시작했다. 대폴란드의 오팔린스키와 리투아니아의 라치비우는 저항하지 않고 구스타브 군에 항복했다. 라치비우는 폴란드-리투아니아 연합은 해체되었다고 선언했다. 바르샤바는 9월에 함락되었다.
폴란드 왕 얀 카지미에시는 이미 9월 말에 실롱스크로 피신했다. 폴란드 군은 도처에서 거의 저항없이 무너졌다. 1655년 말부터 폴란드국민들의 사기가 높아지면서 스웨덴과의 전투에 대거 참여하게 시작했다. 폴란드가 스웨덴과의 전투에서 승리할 수 있었던 중요한 요인중 하나는 타타르 군대의 적극적인 지원이었다. 전황이 폴란드에게 유리하게 전개되자 주변 국가들도 폴란드와 연합하게 되었다. 1658년 브롬베르크(Bromberg) 협정에 따라 덴마크, 브란덴부르크, 합스부르크는 폴란드 편에서 스웨덴과 싸웠다. 프랑스의 중재로 1660년 올리바에서 평화 회담이 열리게 되었다. 이 회담으로 스웨덴과 폴란드간의 왕위계승 문제는 종결되었다.
1684년 폴란드는 오스트리아, 베네치아와 교황청 사이에 체결된 대투르크 동맹인 '신성동맹'에 가담하여 전쟁을 계속하였다. 투르크와의 전쟁은 1699년 카르워비체(Karłowice) 평화협정으로 끝이 났지만 장기간 전쟁에 휩싸였다. 폴란드의 국력은 급격히 쇠퇴하였다. 폴란드가 빈 교외에서 투르크군을 물리친 것은 이교도의 위협으로부터 유럽 기독교 문명세계를 방어했다는 의미를 지닌 대단히 중요한 역사적 사건이었다.
삭센 왕조(Dynastia Saska)는 폴란드역사에서 어두운 시대로 기록되고 있다. 러시아 차르국과 프로이센은 이 시기에 국력을 강화하고 영토를 확장하여 강국으로 부상할 수 있는 토대를 마련했고, 오스트리아는 헝가리와 연합하여 남동유럽의 지배자로서의 지위를 확고히 했다. 이 시기에 폴란드는 투르크와 마찬가지로 몰락의 길을 걷고 있었다.
18세기 후반 폴란드 귀족 공화국의 약체가 더욱 여실히 노출됨에 따라 폴란드와 국경을 접하고 있는 러시아, 프로이센, 오스트리아의 세 군주들은 폴란드를 나누어 점령하는 문제를 논의하기 시작했다.
1768년 6월 동방 정교회 신도들인 우크라이나 농민들이 폴란드 귀족들에 대해서 무장 폭동을 일으켰다. 동남국경지방 후만(Human)에서 시작된 이 반란은 중부와 동부지역으로 확산되었고 코사크들까지 이에 합세했으며 정교 성직자들의 지원을 받기도 했다. 그러나 날로 난폭해지면서 수천 명의 인명 피해를 내고 결국 러시아-폴란드군에 의해서 유혈 진압되었다. 이 내란 중에 폴란드 지주들과 유대인들이 가장 많이 희생되었다.
오스트리아가 1769-1770년에 독일계 주민들이 살고있는 스피시(Spisz)지역과 노비 타르크(Nowy Targ), 노비 송치, 스타리 송치 등 폴란드 남부지역을 병합했는데도 이에 대해서 폴란드는 어떤 물리적 대응도 하지 못했다. 이렇게 영토를 점령 당해도 무방비상태인 폴란드를 놓고 러시아, 프로이센, 오스트리아는 1771년 초부터 본격적으로 폴란드 분할을 논의하기 시작했다. 1772년 8월 5일 러시아, 프로이센, 오스트리아는 폴란드 분할 조약(1차 분할)을 체결하고 곧 이어서 각각 폴란드를 점령했다. 이 조약은 1773년 8월 새로 선출된 의회의 대표단에 의해서 동의를 받았는데 이때는 만장일치제가 적용되지 않고 다수결로 결정되었다. 폴란드 분할은 강대국들이 약소국을 자기들의 이해관계에 따라 자의적으로 나누어 가지는 고전적인 영토팽창 수법의 전례가 되었다.
1791년 5월 3일 유럽 최초의 근대적인 성문 헌법인 5.3 헌법(Konstytucja 3. Maja)이 제정되었으나 친러파에 의한 타르코비차 반동의 결과 폐지되었다. 1793년 9월 새로 소집된 의회는 러시아와 프로이센의 무력개입과 분할에 대한 항의 대신 침묵 속에 폴란드분할 조약(2차 분할)을 비준하고 말았다. 이것으로써 폴란드 개혁 운동은 중단되고 5.3 헌법은 실현의 기회를 가지지도 못한 채 폐지되고 말았다.
2차 분할 후 폴란드는 단지 21만Km²의 영토와 370만의 인구를 가진 소국으로 전락하고 말았다. 당시 코시치우슈키 봉기(Powstanie Kościuszki)는 러시아 지배에 대항한 무장봉기로써 라츠와비체(Racławice) 전투에서 승리하여 민족의식을 고취시켰다. 1795년 폴란드 3차 분할은 폴란드를 유럽 지도에서 사라지게 했고 123년 동안 러시아, 프로이센, 오스트리아에 분할되어 그들의 지배를 받았다.
러시아, 프로이센, 오스트리아 분할 3국은 자국 영토가 된 폴란드 지역에 자국의 행정, 사법, 사회제도 등을 도입하는 등 자국화 정책을 서둘렀다. 분할 3국은 1797년 '폴란드(Polska)'라는 말을 일절 사용하지 않기로 합의했다. 반면에 폴란드 귀족들은 그들의 특권과 재산이 분할국에 의해 보장되었으므로 분할국에 기꺼이 협조하고 충성을 맹세했다.
1797년 초 대행부와 연결되어 있던 얀 헨리크 동브로프스키(Jan Henryk Dąbrowski)가 오스트리아군 소속으로 싸우다가 프랑스군 포로가 된 폴란드인들과 지원병들을 규합하였다. 또한 그는 이들을 모체로 프랑스령 롬바르디아 공화국에서 8천 명 규모의 폴란드 의용군을 조직하였다. 폴란드 의용군은 폴란드 해방을 위한 전투에 투입되기를 기다리고 있었지만 프랑스가 오스트리아와 1797년 평화 조약을 체결함에 따라 대 오스트리아 전투에 참가할 수 있는 기회를 가질 수 없었다.
10만 명의 폴란드인이 참전했던 나폴레옹의 러시아 원정이 실패로 끝나자 나폴레옹에 걸었던 폴란드 민족의 모든 희망도 좌절되었다. 1813년 2월 바르샤바를 점령한 러시아 군대는 5월에 이미 전 공국의 영토를 지배하게 되었다. 공국이 멸망한 후에도 행정권은 러시아 점령군에게 넘어가지 않았고 새롭게 구성된 '5인 최고위원회'에게 양도되었다. 1815년 빈 회의에서 폴란드는 러시아, 프로이센, 오스트리아에 의해서 다시 분할되었다. 1815년 6월 9일 빈 회의 최종 의정서에 따라 프로이센은 2차 분할시 획득했던 일부 지역과 '포즈난 대공국' 을 얻었고, 오스트리아는 비엘리츠카(Wieliczka) 소금 광산과 1772년 분할시 차지했던 대부분의 지역을 다시 차지했다. 크라쿠프는 3국의 감시하에 자체 헌법을 가진 자유시가 되었다. 나머지 바르샤바 공국은 헌법에 의해서 러시아와 영원히 결합되는 폴란드 왕국으로 개편되었다. 이렇게 되어 바르샤바 공국은 러시아와 프로이센에 의해서 분할되었다.
민족들과의 불화는 결과적으로 반 오스트리아 민족연합전선이 형성되는 것을 방해했고 헝가리의 저항세력을 약화시켰다. 1848년부터 1849년에 있었던 수많은 혁명운동에 폴란드인들이 거의 빠지지 않고 참가했지만, 그중에서 성공한 예는 하나도 없었다. 하지만 다른 민족들의 자유를 위한 투쟁에 희생된 대가로 폴란드인과 유럽의 다른 민족들간에는 새로운 유대감이 형성되었다.
'민족들의 봄' 이 미처 개화도 못한 채 러시아, 오스트리아 등 제국군대에 의해 진압된 후 실시되었던 탄압정치는 1850년까지 계속되었지만 1857년부터 시작된 경제위기 때문에 국민생활은 더욱 어려워졌다. 노동자와 시민들은 노동조건의 향상, 사회개혁, 민주주의와 자유를 요구하기 시작했다.
1853년 크림 전쟁이 발발하자 꺼져가던 폴란드 민족의 희망이 다시 살아나는 것 같았다. 영국과 프랑스, 투르크와 피에몬테(Piemonte)가 러시아를 상대로 싸우고 있었기 때문에 폴란드의 망명단체들은 폴란드 의용군을 조직하여 대 러시아 전선에 투입하려고 계획했으나 망명단체 지도자들의 내분 때문에 군대는 조직되지 못했다. 1850년대 초에는 자연적인 재해까지 겹치고 흉년과 홍수, 전염병으로 갈리시아 농민들의 생활이 더욱 비참해졌다. 그 결과 농촌에서의 사망률이 증가하고 이에 따라 인구가 감소되었다. 이 지방에 산업이 일어날 징조는 아직 나타나고 있지 않고 있었다. 1856년에 이르러서야 비로소 크라쿠프(KrakEw)-르부프(LwEw)간에 철도가 부설되기 시작하였다.
1856년에는 탄압정치의 주역이었던 파스키에비치가 사망하자 알렉산드르 2세는 온건한 인물로 알려진 고르차코프(Gorcakow, M. D.)를 후임으로 임명하였다. 1861년 2월 '적파'는 대규모 시위를 벌였다. 이후 농업협회는 농민해방을 러시아 정부에 서둘러 촉구하기도 했다. 반러시아 여론이 분출되고 시위가 빈번히 일어남에 따라 러시아정부는 폴란드인들이 혐오하던 내무국장 무하노프(Muchanov, S.)를 직위 해제하고 비엘로폴스키(WieloPolski, A.M.)를 문화교육국장으로 임명했다. 1월 봉기는 11월 봉기와는 달리 훈련된 부대도 가지고 있지 않았고 무기도 부족했을 뿐만 아니라 군사적인 지도자도 거의 없었다. 봉기군의 사령관으로 내정된 미에로스와프스키는 프로이센지역에서 폴란드로 이동 중 러시아군대에 의해 진로가 차단되어 한번도 봉기군을 지휘할 수 있는 기회를 갖지 못하였다. 1월 봉기중에는 대규모 전투가 일어나지 않았다. 전투는 여러 지역에서 산발적으로 소규모 게릴라전 형식으로 진행되었기 때문에 10만이 넘는 러시아 군대에 의해서도 쉽게 진압되지 않았었다.
비스마르크는 알벤스레벤(Alvensleben, G. V.)을 페테르부르크에 보내서 러시아와 1863년 2월 이른바 알벤스레벤 협약을 체결토록 했다. 이에 따르면 프로이센과 러시아는 서로 협력하며, 폴란드 반군이 다른 지역으로 넘어올 경우 국경을 무시하고 추격할 수 있는 권리를 상호 보장했다. 이 협약은 프랑스, 영국, 오스트리아등 서유럽국가에 대한 러시아의 위치를 크게 강화시키는 결과를 가져왔다.1863년 1월부터 1864년 4월까지 봉기기간 동안 크고 작은 무장 투쟁이 1천여 차례나 일어났다. 그 사이에 수많은 지도자가 바뀌었고 게릴라 부대들간의 접촉도 일원화되어 있지 않았다.
합스부르크 왕가 체제가 19세기 후반에 동요함에 따라 폴란드 분할 이후 50년 동안 침체 상태에서 헤어나지 못하고 있던 갈리치아에서 폴란드 민족 문화운동이 활발하게 전개되었다. 1895년에 설립된 '폴란드 농민당(PSL)'은 대귀족들과 관료들을 상대로 농민들에 대한 정당한 토지분배, 농민부담 감소 등 농민생활의 향상을 위해 활발한 활동을 벌였다. 1913년에 이 농민당은 좌파와 우파로 양분되었다. 그러나 갈리치아 지방에는 노동자들이 많지 않았기 때문에 사회주의 운동은 활발하게 일어나지 못했다. 1848년의 봉기가 실패한 후 프로이센 점령지역에서는 성공적인 무장투쟁을 전개할 수 없다는 인식이 폴란드인들 사이에 확산됨에 따라 1850부터 포즈난 지역의 폴란드인들은 현실 타협적인 '근본적인 노동운동' 을 받아들이는 쪽으로 기울고 있었다. 1867년에 포즈난은 북독일 연방에 합병되고 포즈난 지방으로 격하됨에 따라 그때까지 누리고 있던 정치, 행정, 문화, 사회 등 여러 분야에서의 자치영역이 사라지게 되었다. 1870년부터 독일 국내에서 시작된 이른바 '문화투쟁' 은 폴란드에서는 반가톨릭 교회 및 독일화정책의 형태로 나타났다. 프로이센 정부는 폴란드내의 모든 지방 분권적 제도와 요소들을 폐지하고 자치 확대를 목표로 하는 어떠한 종류의 정치적 활동도 일어날 수 없도록 사회적 통제를 강화했다.
1905년 러시아 혁명, 1908년 오스트리아에 의한 보스니아 합병, 1912~1913년 발칸 전쟁으로 유럽에는 전운이 감돌고 있었다. 당시 폴란드 민족 운동단체들이 선택할 수 있는 입장은 세 가지였다. 첫째는 민족 민주당이 주장하고 있는 것처럼 장차 러시아의 보호하에 폴란드 자치정부를 수립하는 것이고 둘째는 독일에 협력하여 폴란드 자치권을 최대한 확대하는 것이고, 마지막으로는 오스트리아의 지원하에 폴란드 자치 국가를 오스트리아의 제국 내에 건설하는 방법이었다. 하지만 당시 어느 분할 국가도 폴란드 문제에 대해서 구체적으로 뚜렷한 계획이 없었다.
민족 민주당은 러시아에의 통합이 폴란드 자치와 결함되지 않는다고 주장했고, 폴란드 사회당은 오로지 무장 투쟁만을 통해서 폴란드의 독립과 사회혁명을 실현시킬 수 있다고 주장했다. 초기에 폴란드 사회당에게는 폴란드 독립과 사회혁명이 불가분의 관계였다. 전쟁과 파업, 시위와 전쟁에서의 패배 등으로 국내가 불안정해지자 차르 니콜라이 2세는 국민들의 요구를 수용하여 1905년에 노조를 합법화하고 의회 제도와 헌법을 도입할 것을 약속했다. 그러나 1906년의 헌법은 폴란드 국내 상황을 크게 개선시키지는 못했다. 폴란드 사회당 내부에서는 당 노선을 둘러싸고 분열 조짐이 나타나고 있었다. 이들은 결국 폴란드 사회당 좌파로 분리해 나갔다.
피우수트스키가 이끌고 있는 폴란드 사회당 혁명파는 여전히 무장 단체를 장악하고 있었는데 사회주의보다는 민족주의적 성격을 점점 강하게 띠기 시작했다. 제1차 세계 대전 중 폴란드인 150만 명이 서로 다른 편에서 동족 상잔의 비극적인 전쟁에 참가했다.
1916년 7월 피우스트스키는 오스트리아를 설득하여 오스트리아군에 소속되어 있는 폴란드 의용군으로부터 두 개의 폴란드 사단을 만드는 계획을 관철시켰다. 나중에 폴란드 군대는 오스트리아-독일 지원 부대로 개편되었는데 이에 항의하여 피우스트스키는 폴란드 사령관직을 사임했다. 후에 독일에 의해 체포된 피우스트스키는 폴란드인들 사이에서 민족 운동의 희생자로 인식되었으며 가장 인기있는 민족 운동가로 부상하게 되었다.
1917년 8월 드모프스키(Dmowski, R)와 민족 민주당원들에 의해서 성립된 폴란드 민족 위원회(KNP)는 그 해 말까지 프랑스, 영국, 이탈리아 및 미국 정부의 승인을 받았다. 1918년 10월 드모프스키는 장차 폴란드 국가에 대한 비전으로서 중앙집권적인 강력한 폴란드 민족 국가를 구상하고 있었다.
반면에 피우스트스키는 폴란드의 주도하에 수많은 민족들을 포함하는 대연방 국가를 정치적 이상으로 삼고 있었다. 1918년 10월 바르샤바의 섭정위원회는 독일 사령부와의 사전 협의를 거치지 않고 독자적으로 폴란드 민족에게 성명서를 발표하여 윌슨 대통령의 민족 자결권을 상기시키며 모든 정당이 참여하는 정부를 구성할 것과 제헌 의회의원 선거를 공고했다.
루블린(Lublin)에서는 스미그위(smigły, R.)의 지휘하에 폴란드 군사조직(POW)이 1918년 권력을 장악하고, 다신스키를 수반으로 하는 '폴란드 공화국 임시 인민 정부'가 성립되었다. 11월 14일 섭정 위원회는 폴란드 민족에 대한 책임과 의무를 피우스트스키에게 양도하고 스스로 해체했다.
한마디로 1918~1939년은 독립의 기간이었다. 제1차 세계대전 후 탄생한 폴란드는 폴란드-소비에트 연방 전쟁으로 영토를 확대하여 많은 이민족을 거느린 대국이 되었으나, 1926년 피우스트스키의 군사 쿠데타에 의해 프랑스와의 협력관계가 독일과의 협력관계로 뒤바뀌었고 폴란드는 나치스화되어 갔다.
폴란드 정부는 1932년에 소련과, 1934년에 독일과 불가침조약을 체결했다. 그러나, 1939년 8월 23일 소련은 나치 독일 과 리벤트로프-몰로토프 밀약을 맺어 동유럽을 독일과 소련이 각각 분할하기로 하는 비밀 의정서를 만들었다. 이 의정서에서 폴란드 동부는 소련의 영향권에 두기로 인정받았다. 이에 따라, 나치 독일의 침입(1939년 9월 1일)과 소련의 침입(9월 17일)이 시작되어 서부 지역은 독일에, 동부 지역은 소련에 분할 점령되었다. 나치 독일의 점령은 대량 학살의 '죽음의 수용소'를 만들어 내어 역사에 남을 잔학한 살상을 자행했다.
소련이 폴란드 동부를 점령하는 동안 소련은 폴란드 국가를 해체하고, 독일-소련 회의에서 "폴란드"의 미래 구조에 대하여 언명하였다.:131 소비에트 당국은 새로이 병합한 폴란드 땅에 즉시 소비에트화 작전을 개시하였다. 소비에트 당국은 농업을 집단화하였으며, 폴란드의 정부 재산과 개인 재산을 당소유화하여 재분배하였다.:11
1943년 12월 테헤란 회담에서 처칠·스탈린·루즈벨트의 회동시, 처칠은 "영국은 폴란드가 독립 국가로서 복원되는데 지대한 관심이 있다."고 말하였다.:44 그러나, 영국의 실무진은 이 문제가 연합국간에 마찰의 소지가 될 것을 우려하여 폴란드 문제를 꺼내길 우려하였다.:44
망명정부는 파리 함락 후 런던에서 활약하였으며, 국내 게릴라 활동단체로는 망명정부 지휘하의 국내군과 폴란드 노동자당이 편성한 인민군 등이 있었다. 1945년 해방되었으나 1944년 8월 국내군이 일으킨 대독일군 무장봉기인 '바르샤바 봉기'는 그 평가를 둘러싸고 큰 문제를 남겼다. 바르샤바 봉기로 시민 24만 명이 사망하고, 63만 명이 아우슈비츠 강제 수용소(오시비엥침) 등의 수용소에서 학살되었다. 폴란드는 제2차 세계대전으로 600만 명 이상의 인명피해와 국민 재산의 38%에 해당하는 재산피해를 입었으며, 전후 정해진 현재의 국경은 역사적으로 보아 상당히 서쪽으로 이동되었다.

## 제2차 세계 대전 이후(1945~현재)
1945년 통일정부가 성립되었으나, 소련의 압력으로 1948년 노동자당과 사회당을 통합한 폴란드 노동자당(PPR)이 정권을 장악하여 1952년 폴란드 인민 공화국을 수립하고 그해 인민공화국 헌법을 제정하였다. 1956년 6월 28일 포즈난 시의 지스포 기계 공장 노동자들이 최초로 봉기(포즈난 식량폭동)하여 곧 정치적인 자유를 요구하는 정치 시위로 번졌고 반소, 자유화 운동이 확산되어 10월 19일에는 전 폴란드에서 반정부 폭동이 일어났다. 그러자, 소련의 니키타 흐루쇼프, 라자리 카가노비치, 아나스타스 미코얀, 뱌체슬라프 몰로토프 등이 폴란드를 방문해서 무력 간섭의 위협을 가함으로써 폭동이 진압되고 이 호기(好機)를 이용하여 10월에 민족주의자 브와디스와프 고무우카가 소련에 충성을 맹세하여 소련의 후광을 입고 중앙위의 제1서기가 되어 정권을 장악하고 폴란드의 국민 탄압은 본격화되었다. :91 그러나 고무우카도 70년 12월 발트해 연안도시에서 실질임금 저하에 항의하는 노동자 폭동이 일어나 퇴진하고 에드바르트 기에레크가 당 제1서기에 취임하였다.
기에레크 정권은 경제의 재건을 위해 서방 국가들로부터 차관을 도입하여 중공업 우선의 공업화정책을 실시하였으나, 270억 달러에 달하는 외채만 짊어지게 되었을 뿐 실패로 끝나고, 경공업과 농업 등 소비재 산업이 급격히 쇠퇴하기에 이르러 다시 국민생활을 위협하게 되었다. 차관 상환, 무역수지 적자, 1979~1980년의 마이너스 성장 등 불안한 경제상황 아래에서의 지도층의 부패로 인한 국민의 정치불신이 팽배한 가운데, 1980년 7월 육류 가격인상을 계기로 발생한 노동자의 파업은 강한 정치적 색채를 띠면서 전국적으로 확대되어 2개월 동안 전국을 뒤흔들었다.
정부는 8월 31일 그단스크에서 노동자측과 회담하여 파업권과 자주관리노조, 즉 자유노조의 결성권을 인정하는 합의문서에 조인함으로써 공산권에서는 전례가 없는 대폭적인 권리를 노동자측에 허용하면서 사태를 수습하려고 시도하였다. 그러나 결국 기에레크는 혼란의 책임을 지고 9월 해임되고 스타니스와프 카니아가 뒤를 이었다.
노조결성권 획득 후에 결성된 자유노조의 '연대 노조'는 곧 전국적으로 조직이 확산되어 11월에 정식으로 등록되었으며, 38세의 바웬사가 위원장이 되었다. 악화일로의 경제사정은 다시 전국 규모의 노동자 파업을 불러일으키고 1981년 10월 카니아를 권좌에서 물러나게 하였으며, 참모총장 보이치에흐 야루젤스키가 서기장 및 총리, 국방장관을 겸하게 되었다.
바웬사가 이끄는 자유노조 연대에는 1천여만 명의 노동자가 참가하여 폴란드 자유화의 원동력이 되었다. 그러나 야루젤스키 정권은 1981년 12월 전국에 계엄령을 선포하고, 바웬사를 비롯한 노조지도자, 반체제 지식인 5,000여명을 체포함으로써 노조활동은 지하로 잠적하게 되었다. 1982년 5월과 8월에는 계엄령하에서도 반정부 시위가 감행되었고, 이 사이 주미, 주일대사를 비롯한 폴란드인의 망명사태가 일어났다. 정부는 1982년 10월 자유노조를 불법화하고 1983년 7월 계엄령을 해제한 후 '위기상태법'(1985년 12월 말까지 시한)을 제정함으로써 계엄해제에 대비한 안전장치를 마련하였다.
정부의 강경정책에도 불구하고 자유노조를 중심으로 한 자유화운동은 꾸준히 전개되었고, 1987년 11월 정부는 일련의 정치개혁, 경제개혁에 대한 국민투표를 실시하였으나, 부결되어 정부의 위신은 더욱 실추되었다. 1988년 8월 다시 탄광을 중심으로 파업이 연발, 전국적으로 확산되자 위험에 직면한 정부는 바웬사에게 자유노조 합법화 등을 토의하기 위한 원탁회의를 제의, 설득하여 파업을 종결시켰다.

### 폴란드 자유화
1989년 4월 당, 정부, 노조, 지식인 대표 등 55명으로 이루어진 '원탁회의(Obrada Okragłego Stołu)'에서는 자유노조의 합법화, 자유선거에 의한 상원 신설, 하원 460석 중 35%의 자유선거, 대통령제 신설 등이 결정되었다. 그 결과 1989년 6월 실시된 총선에서 자유노조는 상원 100석 중 99석, 하원에는 161석을 차지하여 압도적 승리를 거두었다. 이어 열린 상, 하원 합동회의는 7월 야루젤스키를 초대 대통령으로 선출하고, 야루젤스키는 자유노조 기관지의 편집장 타데우시 마조비에츠키를 총리로 지명함으로써 동구 공산주의권에서는 사상 처음으로 비공산당 주도의 연립정권이 출범하게 되었다.
그러나 마조비에츠키 정부 출범 후 혁명 속도의 지연과 옛 공산세력의 잔류 등에 불만을 품은 자유노조 등 반체제인사들은 야루젤스키의 조기 퇴임 시위를 했고, 야루젤스키가 이에 굴복함으로써 임기 5년의 직선대통령제가 채택되었다. 이에 따라 1990년 11월과 12월 대통령 예비결선 선거가 실시되어 결선 선거에서 바웬사가 승리, 전후의 첫 민선 대통령이 되었고, 그 다음에 1995년 알렉산데르 크바시니에프스키가 대통령으로 선출되었다.

## 같이 보기
- 유럽의 역사
- 폴란드 유대인
- 폴란드의 군주 목록
- 폴란드의 국가원수
- 폴란드의 총리 목록
- 폴란드 후사르